# Beringin Tiga
Beringin Tiga is een bestuurslaag in het regentschap Rejang Lebong van de provincie Bengkulu, Indonesië. Beringin Tiga telt 1017 inwoners (volkstelling 2010).